# Aureolaria
Aureolaria es un género de plantas fanerógamas que pertenecen a la familia Orobanchaceae.  Comprende 25 especies descritas y de estas, solo 8 aceptadas.

## Taxonomía
El género fue descrito por Constantine Samuel Rafinesque y publicado en New flora and botany of North America, or, A supplemental flora, additional to all the botanical works on North America and the United States. Containing 1000 new or revised species. 2: 58–60. 1836[1837].    La especie tipo no ha sido designada.

## Especies aceptadas
A continuación se brinda un listado de las especies del género Aureolaria  aceptadas hasta mayo de 2014, ordenadas alfabéticamente. Para cada una se indica el nombre binomial seguido del autor, abreviado según las convenciones y usos: 
- Aureolaria flava (L.) Farw.
- Aureolaria grandiflora (Benth.) Pennell
- Aureolaria greggii (S.Watson) Pennell
- Aureolaria laevigata (Raf.) Raf.
- Aureolaria patula (Chapm.) Pennell
- Aureolaria pectinata (Nutt.) Pennell
- Aureolaria pedicularia (L.) Raf. ex Farw.
- Aureolaria virginica (L.) Pennell